# Lophosigna catasticta
Lophosigna catasticta är en fjärilsart som beskrevs av Turner 1904. Lophosigna catasticta ingår i släktet Lophosigna och familjen mätare. Inga underarter finns listade i Catalogue of Life.